# تاريخ الوصاف
تاريخ الوصاف (وعنوانه الكامل: تجزية الأمصار وتزجية الأعصار) هو كتاب تاريخ فارسي في ذكر سلاطين المغول. وهو من تصنيف وصاف الشيرازي.
فرغ من تأليفه سنة 728 هـ وقيل 711 هـ. وذكر مؤلفه «تاريخ جنكيز وأولاده إلى غازان خان ولم يقصد فيه بيان التاريخ فقط بل أراد إظهار مهارته في الإنشاء وإيراد لطائف النظم والنثر». ويعتبر الكتاب في الحقيقة متمما لكتاب تاريخ جهان كشاى.

## المصدر
1. ↑  الأعلام - ج 7 - محمد بن قاسم - نافع بن الحارث - IslamKotob - Google Books نسخة محفوظة 23 ديسمبر 2019 على موقع واي باك مشين.
2. ↑  كشف الظنون عن أسامي الكتب والفنون - ج 1 - مصطفى بن عبد الله - الشهير بحاجي خليفة - Google Books نسخة محفوظة 19 يناير 2018 على موقع واي باك مشين.
3. ↑  إبراهيم أمين الشواربي (1944 م). مصادر فارسية في التاريخ الإسلامي. مصر: مطبعة الاعتماد. ص. 12. مؤرشف من الأصل في 2019-12-14. اطلع عليه بتاريخ كانون الأول 2018 م. {{استشهاد بكتاب}}: تحقق من التاريخ في: |تاريخ الوصول= و|تاريخ= (مساعدة)